# Miranda do Douro (freguesia)
A Freguesia de Miranda do Douro (em mirandês Miranda de l Douro) é uma freguesia portuguesa do Município de Miranda do Douro, com 37,48 km² de área e 2064 habitantes (censo de 2021), tendo, por isso, uma densidade populacional de 55,1 hab./km².
A freguesia é composta por cinco povoações: 
- Miranda do Douro
- Aldeia Nova
- Palancar
- Pena Branca
- Vale de Águia

## Demografia
A população registada nos censos foi:
| Distribuição da População por Grupos Etários | Distribuição da População por Grupos Etários | Distribuição da População por Grupos Etários | Distribuição da População por Grupos Etários | Distribuição da População por Grupos Etários |
| -------------------------------------------- | -------------------------------------------- | -------------------------------------------- | -------------------------------------------- | -------------------------------------------- |
| Ano                                          | 0-14 Anos                                    | 15-24 Anos                                   | 25-64 Anos                                   | > 65 Anos                                    |
| 2001                                         | 321                                          | 303                                          | 1123                                         | 380                                          |
| 2011                                         | 305                                          | 228                                          | 1236                                         | 485                                          |
| 2021                                         | 276                                          | 189                                          | 1049                                         | 550                                          |

## Património
- Castro de Aldeia Nova
- Igreja de Miranda do Douro ou Antiga Sé de Miranda do Douro
- Imóvel sito no Largo da Sé, n.º 2 e 2A
- Castelo de Miranda do Douro
- Castro de Vale de Águia (ou Castrilhouço de Vale de Águia)